# Şahinde Hanımefendi
Şahinde Hanımefendi (1895 – 15. března 1924) byla abchazská princezna. Byla dvorní dámou Nazikedy Kadınefendi, manželky osmanského sultána Mehmeda VI., posledního vládce Osmanské říše.

## Život
Şahinde se narodila v roce 1895 v Sivasu. Byla členkou abchazské královské rodiny Marshania. Její otcem byl princ Abdülkadir Hasan Bey Marshania, který sloužil v osmanské armádě a emigroval z Kavkazu. Její matkou byla princezna Mevlüde Inal-Ipa, také abchazského původu. Měla tři bratry - Ismail Beye, Ali Beye a Reşid Beye a dvě sestry - Pakize a Mislimelek, které byly přejmenovány po příchodu do harému.
Ve velmi nízkém věku byla ona a její sestry poslány do Istanbulu ke své tetě Nazikedě, která byla provdána za prince Vahideddina (pozdějšího sultána Mehmeda VI.) Podle tradic získala po příchodu do harému nové jméno, Şahinde. Spolu se svými sestrami sloužila své tetě Nazikedě jako dvorní dáma. Později se její sestra provdala a odešla z paláce, zatímco Şahinde se neprovdala a nadále zůstala ve službách.
Když byl sultán Mehmed sesazen z trůnu a 17. listopadu 1922 vyhoštěn do exilu, odešla spolu s jeho rodinou z Istanbulu. Během té doby dělala své tetě Nazikeda spolu s ostatními dvorními dámami blízkou společnost v paláci Feriye. Poté, co Nazikeda musela v březnu roku 1924 odejít do exilu také, se vrátila Şahinde do Istanbulu. Tureckým parlamentem pak byla oficiálně omilostněna. Ještě téhož dne byla na ulici napadena fanatickým revolucionářem a zemřela krátce poté na následky zranění.